# Halocarpus kirkii
Halocarpus kirkii là một loài thực vật hạt trần trong họ Thông tre. Loài này được (F.Muell. ex Parl.) C.J.Quinn miêu tả khoa học đầu tiên năm 1982.